# لاسلو سابو (مصارع رياضي)
لاسلو سابو (بالمجرية: Szabó László)‏ هو مصارع رياضي مجري، ولد في 7 أغسطس 1946 في كيكسكيميت في المجر.

## وصلات خارجية
- لازلو زابو على موقع قاعدة بيانات المصارعة الدولية (الإنجليزية)
- لازلو زابو على موقع اللجنة الأولمبية الدولية (الإنجليزية)
- لازلو زابو على موقع أوليمبيديا (الإنجليزية)
- لازلو زابو على موقع اللجنة الأولمبية المجرية (الهنغارية)